# Eupen-Malmedy
Eupen-Malmedy é um cantão, formado a partir dos antigos distritos prussianos de  Malmedy e Eupen, em conjunto com Moresnet. Os territórios foram anexados pela Bélgica em 1925, de acordo com o Tratado de Versalhes, após um plebiscito de aprovação. Negociações entre a Alemanha e a Bélgica para a posse do cantão não tiveram sucesso, pois a França exigia que o cumprimento de todas as cláusulas do tratado, e não se mostrava disposta a rever o acordo.

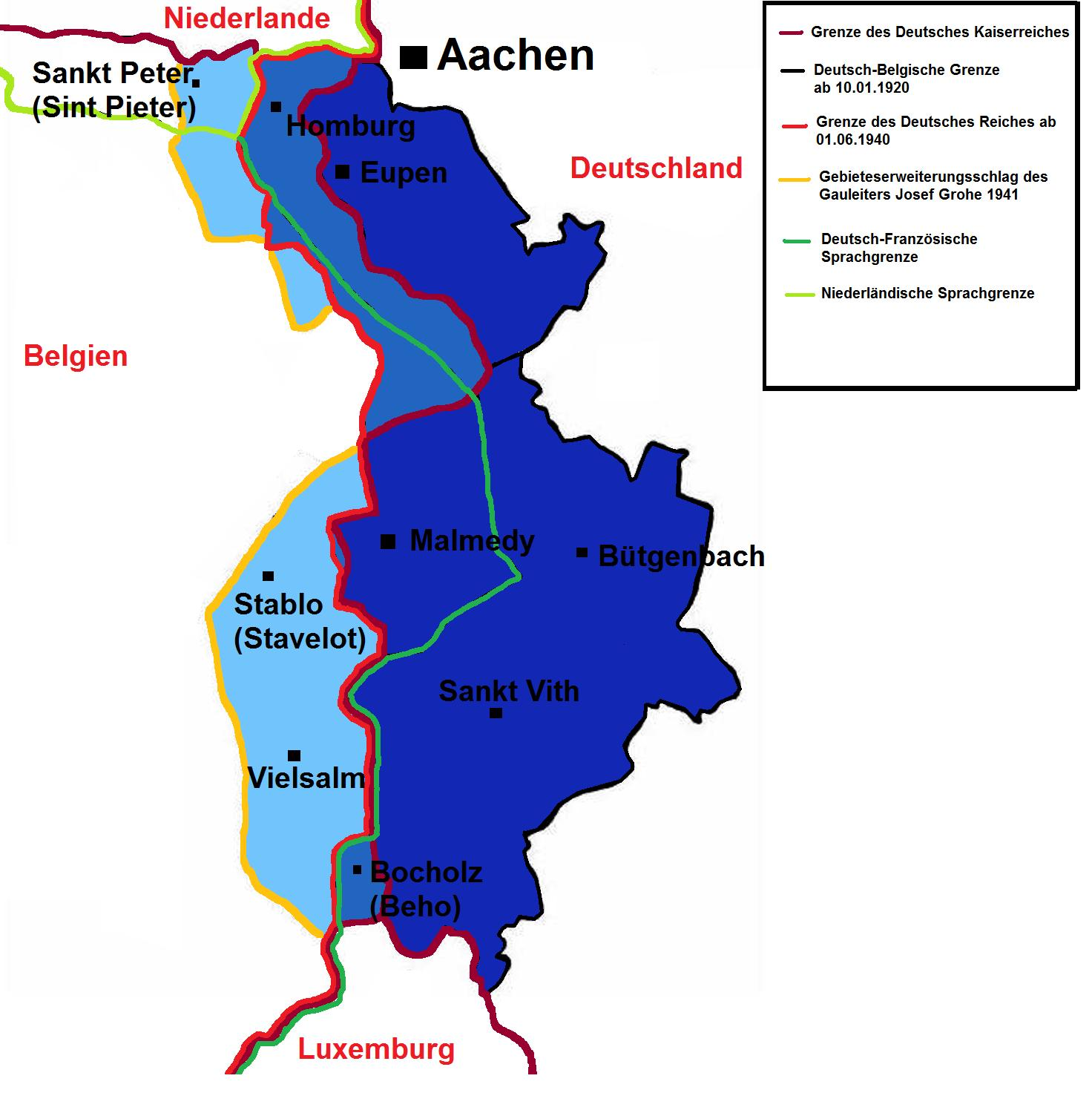
Eupen Malmedy border changes between 1920 and 1945

Durante a Segunda Guerra Mundial, a região foi anexada pela Alemanha nazista. Em 1956, a Alemanha Ocidental reconheceu a anexação ilegal da região, devolvendo a posse ao governo belga.